# Иксонантовые
Иксонантовые (Ixonanthaceae) — семейство цветковых растений порядка мальпигиецветные. Представители семейства — древесные растения, достигающие высоты до 90 метров (Allantospermum borneense).

## Таксономия
К семейству иксонантовые относят около 30 видов в 5 (по другим источникам, в 4) родах.
- Allantospermum (син.: Cleistanthopsis)
  - Allantospermum borneense
  - Allantospermum multicaule (син.: Cleistanthopsis multicaulis) — Мадагаскар
- Cyrillopsis
  - Cyrillopsis micrantha
  - Cyrillopsis paraensis
- Ixonanthes
  - Ixonanthes chinensis (син.: Ixonanthes reticulata, Emmenanthus chinensis, Ixonanthes cochinchinensis) — Китай, северо-восток Индии, Индонезия, Малайзия, Мьянма, Новая Гвинея, Таиланд, Филиппины, Вьетнам
  - Ixonanthes khasiana
- Ochthocosmus — Южная Америка, Африка
  - Ochthocosmus barrae
  - Ochthocosmus berryi
  - Ochthocosmus lemaireanus
- Phyllocosmus
  - Phyllocosmus africanus
  - Phyllocosmus sessiliflorus

## Ссылки

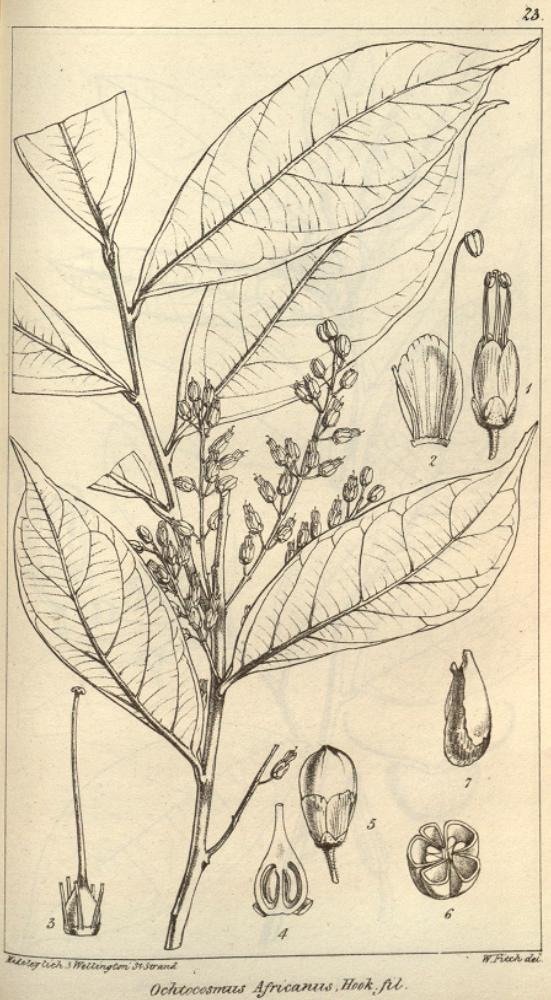
Phyllocosmus africanus